# Apocopis paleacea
Apocopis paleacea är en gräsart som först beskrevs av Carl Bernhard von Trinius, och fick sitt nu gällande namn av Bénédict Pierre Georges Hochreutiner. Apocopis paleacea ingår i släktet Apocopis och familjen gräs. Inga underarter finns listade i Catalogue of Life.